# David Abiker
David Abiker, né le 11 février 1969 à Suresnes (Hauts-de-Seine), est un journaliste et un chroniqueur à la radio et à la télévision.
Chroniqueur de l'émission Arrêt sur images, sur France 5, aux côtés de Daniel Schneidermann, il intervient dans La Matinale, sur France Info entre 2005 et 2010. Il rejoint Nicolas Demorand sur Europe 1 en septembre 2010 pour participer à sa tranche d'information de 18 à 20 heures. En 2023, il anime l'émission La matinale sur Radio classique.  
Il est également chroniqueur dans la presse française, pour les magazines Men's Health, L'Express et 01net.

## Biographie

### Jeunesse et études
Diplômé de l'Institut d'études politiques de Paris en 1991 (section Eco-Fi), David Abiker participe durant sa scolarité à Sciences Po à l'hebdomadaire étudiant L'Indépendant de la Rue Saint-Guillaume. Il obtient par ailleurs une maîtrise, puis un DEA de sciences politiques à l'université Paris II.  

### Parcours professionnel
De 1993 à 1997, il est responsable pédagogique à Sciences Po. En 1997, il rejoint comme consultant en communication financière le Cabinet Finances et communications locales. En 2000, il est nommé directeur de la communication et de la formation du groupe Dagris, spécialisé dans la coopération agricole et le développement cotonnier. En 2002, il est recruté par la Monnaie de Paris où il est responsable des ressources humaines. 
Parallèlement à sa carrière professionnelle, David Abiker est conseiller municipal divers-droite d'Asnières-sur-Seine de 1995 à 2001 dans l'équipe de Jean-Frantz Taittinger (RPR), puis de Manuel Aeschlimann qui lui confient plusieurs délégations.

### Activités radio
- De septembre 2005 à juillet 2007, il chronique les blogs trois fois par semaine sur France Inter avec Alexandre Boussageon dans le cadre de la matinale.
- Depuis septembre 2007, il présente deux rubriques le matin en semaine sur France info : A la Une du Net et L'invité du Net, devenues respectivement Le Bruit du Net et Parlons Net.
- De janvier 2008 à juin 2010, il présente David Abiker et les Infonautes (France info). Dans cette émission, « À partir des questions posées chaque jour par les infonautes autour du sujet proposé sur le forum de David Abiker, un invité spécialiste du domaine abordé prolonge la réflexion »[5].
- Sur Europe 1 :
  - Depuis la rentrée 2010 il intervient dans la tranche d'information 18-20h de Nicolas Poincaré (Nicolas Demorand, jusqu'en mars 2011) et anime Vous allez en entendre parler, le dimanche de 19 à 20 heures en lieu et place d'Aymeric Caron de retour aux matinales week-end. À la rentrée 2011, il anime la chronique Ailleurs sur le web et Ça va mal finir avec Bruno Cras et Benjamin Muller.
  - Depuis la rentrée 2011 il présente sa chronique Le billet d'humeur dans l'émission Les experts d'Europe 1 présentée par Helena Morna, et intervient en tant que chroniqueur dans l'émission d'actualités des réseaux sociaux Des clics et des claques présentée par Laurent Guimier (1ère saison, 2011-2012) puis Bérengère Bonte (2e saison, 2012-2013). Durant la période estivale, il produit une série appelée « La Philo de l'été » sur Europe 1, où il interviewe Bertrand Vergely, Kilien Stengel, Mathieu Triclot, Michel Eltchaninoff, Gérard Filoche, Jean-François Mattei, Pascal Bruckner, Thierry Hoquet, Frédéric Schiffter, Francis Métivier, Luc de Brabandere, Vincent Cespedes, Ollivier Pourriol, Michel Onfray, Gilles Vervisch.
  - De septembre 2013 à juin 2014, il co-présente avec Guy Birenbaum la 3e et dernière saison de l'émission Des clics et des claques sur Europe 1[6].
  - de 2014 à 2018, il présente l'émission C'est arrivé cette semaine le samedi et C'est arrivé demain le dimanche de 9 h à 10 h sur Europe 1.
  - Il remplace également parfois Natacha Polony à la présentation de la revue de presse de la matinale en semaine.
  - Pendant les fêtes de fin d'année 2015 il présente Europe Soir en semaine et Europe 1 week-end (la matinale des samedis et dimanches)
  - De 2018 à 2019, il présente sa revue de presse dans la matinale de Nikos Aliagas en semaine[7].

À la rentrée 2019, David Abiker, qui était à l'antenne d'Europe 1 depuis 2010, rejoint Radio Classique pour la revue de presse de sa matinale et pour une tranche horaire de 18 à 19 heures, « Demandez le programme ».
Il a ensuite succédé à Renaud Blanc pour la Matinale de Radio Classique entre 7h et 9h.

## Autres activités
- De 2001 à la suppression de l'émission à la rentrée 2007, il collabore à Arrêt sur images, émission hebdomadaire d'analyse et de décryptage des médias.
- Il rédige par ailleurs une trilogie humoristique sur la société aux éditions Michalon :
  - La première partie a été publiée en septembre 2005 sous le titre le Musée de l'homme et traite de la condition masculine au début du XXIe siècle.
  - Le Mur des lamentations, tous victimes et fiers de l'être est le second volet, sorti en septembre 2006.
- Il participe à l'émission de télévision Semaine critique ! (France 2), depuis 2010.
- À compter du 19 octobre 2011, il présente sur Gulli, en compagnie de Peggy Olmi, le magazine Portrait de familles.
- Il est chroniqueur depuis la rentrée 2011 à La Nouvelle Édition de Canal+, magazine quotidien diffusé à l'heure du déjeuner, où il décrypte le monde d'Internet.
- Il succède à Léa Salamé pour mener l'interview d'une personnalité dans le magazine GQ[9].
- En 2017, sur Paris Première, alors qu'est invité l'écrivain ouvertement pédophile Gabriel Matzneff pour son recueil Un Diable dans le bénitier, David Abiker salue la « pulsion de vie » dans l'écriture de Matzneff et avoue : « Moi, Matzneff m'a toujours donné envie de boire, de lire, et de baiser »[10].

## Ouvrages
- Les consultants dans les collectivités locales, LGDJ, 1998  (ISBN 978-2275001647)
- Trilogie sur l'homme moderne[1] :
  - 1er tome : Le musée de l'homme : le fabuleux déclin de l'empire masculin, Éditions Michalon, 2005  (ISBN 284186278X)
  - 2e tome : Le mur des lamentations : tous victimes et fiers de l'être, Éditions Michalon, 2006  (ISBN 284186331X)/ Éditions J'ai lu, 2010  (ISBN 2290007528).
- Contes de la télé ordinaire, Éditions Michalon, 2008  (ISBN 2841864421)
- Dictionnaire posthume de la finance, Éditions d'Organisation, 2009
- Zizi the Kid, Éditions Robert Laffont, 2010  (ISBN 2221113349)